# قهرمان (فیلم ۱۹۱۷)
قهرمان (انگلیسی: The Hero) یک فیلم کمدی صامت کوتاه به کارگردانی آروید ئی. گیلستورم است که در سال ۱۹۱۷ منتشر شد. از بازیگران این فیلم می‌توان به اولیور هاردی، بیلی وست، اتل برتون، فلورنس مک‌لاکلین و لئو وایت اشاره کرد.
مانند بسیاری از فیلم‌های آمریکایی آن زمان، فیلم «قهرمان» توسط هیئت‌های سانسور فیلم شهری و ایالتی دچار جرح و تعدیل شد. برای مثال، هیئت سانسور شیکاگو صحنه‌هایی از انگشت کردن وست به بینی‌اش و صحنه‌هایی از مردی که پاهایش را روی دامن دختری گذاشته بود را حذف کرد.